# 新南威爾士州鐵路局
新南威尔士州鐵路局（英語：Rail Corporation New South Wales），簡稱铁路局 （英語：RailCorp），是一家澳大利亚的新南威尔士州政府机关，替新州政府擁有悉尼郊区和都市铁路网络的所有權。鐵路局也曾經负责管理的机构，运行和维护着，在悉尼城市铁路（CityRail）的销售品牌上打造。RailCorp也曾經负责操作农村客运服务，根据郊区连接(CountryLink)的品牌，而且它还提供了悉尼市区的商业和政府货运运营商。這些營運服務與維護責任已在2013年7月1日交由悉尼火車（Sydney Trains）與新州鐵路（NSW TrainLink）負責，同時CityRail停止營運。
鐵路局原稱新南威尔士州铁路公司，成立于2004年1月1日且与前国家铁路管理局和更大的城市铁路网络的铁路基础设施公司的功能相合并。
现任鐵路局首席执行官是霍士林（Howard Collins OBE），也兼任城市鐵路行政總裁。最初由一个董事会，改变了 1988年的交通管理法（新南威尔士州，NSW），导致废除有效董事会于2010年6月30日；使铁路公司改為一個政府機關並由新南威爾士州交通局（當時Department of Transport，現Transport for NSW）代理。该公司报告的新南威尔士州交通部长，目前为新南威尔士州国会议员 Andrew Constance 担任。